# Powiat de Szydłowiec
Le powiat de Szydłowiec (en polonais : powiat szydłowiecki) est un powiat (district) appartenant à la voïvodie de Mazovie dans le centre-est de la Pologne,  créée en 1999 lors de la réforme administrative.
Elle est née le 1er janvier 1999, à la suite des réformes polonaises de gouvernement local passées en 1998. 
Son siège administratif du powiat est  la ville de Szydłowiec, seule ville du powiat,  qui se trouve à 110 kilomètres au sud de Varsovie, capitale de la Pologne. 
Le district couvre une superficie de 452,22 kilomètres carrés. En 2006, sa population totale est de 40 083 habitants, avec une population pour la ville de Szydłowiec de 12 030 habitants et une population rurale de 28 053 habitants.  

## Powiaty voisines
La Powiat de Szydłowiec est bordée des powiats de : 
- Radom au nord-est
- Starachowice au sud-est
- Skarżysko au sud
- Końskie à l'ouest
- Przysucha au nord-ouest

## Division administrative
Le powiat de Szydłowiec comprend 5 communes (Gminy) :
| Gmina            | Type         | Surface (km²) | Population (2006) | Siège administratif |
| Gmina Szydłowiec | urbain-rural | 138,2         | 19 290            | Szydłowiec          |
| Gmina Chlewiska  | rural        | 124,2         | 6 196             | Chlewiska           |
| Gmina Orońsko    | rural        | 81,9          | 5 706             | Orońsko             |
| Gmina Jastrząb   | rural        | 54,8          | 5 089             | Jastrząb            |
| Gmina Mirów      | rural        | 53,1          | 3 802             | Mirów               |

## Démographie
Données du 30 juin 2005:
| Description | Total  | Total | Femmes | Femmes | Hommes | Hommes |
| ----------- | ------ | ----- | ------ | ------ | ------ | ------ |
| Unité       | Nombre | %     | Nombre | %      | Nombre | %      |
| Population  | 40 204 | 100   | 20 367 | 50,66  | 19 837 | 49,34  |
| Urbain      | 12 118 | 30,14 | 6 140  | 15,27  | 5 978  | 14,87  |
| Rural       | 28 086 | 69,86 | 14 227 | 35,39  | 13 859 | 34,47  |

## Histoire
De 1975 à 1998, les différents gminy du powiat actuelle appartenaient administrativement à la Voïvodie de Radom.

La Powiat de Szydłowiec est créée le 1er janvier 1999, à la suite des réformes polonaises de gouvernement local passées en 1998 et est rattachée à la voïvodie de Mazovie.